# Riedelia rosacea
Riedelia rosacea är en enhjärtbladig växtart som beskrevs av Pieter van Royen. Riedelia rosacea ingår i släktet Riedelia och familjen Zingiberaceae. Inga underarter finns listade i Catalogue of Life.